# Henock Abrahamsson
Henock Abrahamsson (Göteborg, 1909. október 29. – Göteborg, 1958. április 23.), svéd válogatott labdarúgó.

## Pályafutása
Az 1930-as években a svéd Gårda BK csapatának volt a játékosa.
Az 1938-as labdarúgó-világbajnokságon Kuba ellen mutatkozott be a tornán a negyeddöntőben 8–0-ra megnyert találkozón. Ezt követően Nagy József szövetségi kapitány továbbra is őt nevezte kezdő kapusnak a további mérkőzéseken. Az elődöntőben 5–1-re kikaptak Magyarország ellen, majd a bronzmérkőzésen 4–2-re Brazíliától is vereséget szenvedtek. Hat alkalommal lépett pályára a válogatottban és ezeken a mérkőzéseken 17 gólt kapott.